# Pelléas et Mélisande (Debussy)
Pelléas et Mélisande (Pel·leas i Melisenda) és una òpera en cinc actes de Claude Debussy. El llibret en francès és una adaptació del cèlebre drama simbolista de Maurice Maeterlinck (Pelléas et Mélisande). Es va estrenar a l'Opéra Comique de París el 30 d'abril de 1902. A Barcelona es va estrenar l'any 1919 al Teatre Tívoli i l'any 1930 al Gran Teatre del Liceu, on posteriorment va ser reposada l'any 1940 i el 1963, aquest últim en commemoració del centenari de Debussy, amb una innovadora posada en escena a càrrec de Jean Cocteau, procedent del Festival de Metz. El 2012, coincidint amb els cent cinquanta anys del naixement del músic, s'hi va tornar a oferir en la producció dirigida escènicament per Robert Wilson. En la temporada 2021-2022, s'hi va presentar una producció que va merèixer el premi de la crítica operística de Catalunya al millor espectacle d'òpera d'aquella temporada.
Aquesta òpera representà, a principis del segle xx el primer model d'òpera moderna, al qual s'afegiren després les d'Alban Berg i d'altres compositors contemporanis. El problema principal era com s'havia d'estructurar una música que pogués il·lustrar la dramatúrgia moderna. Esgotats els experiments de molts compositors, tant els veristes com els wagnerians eren simples epígons de fórmules pretèrites. No hi havia més que un camí, de tornada al passat: recitar cantant.
Així neix l'sprechgesang del Pierrot Lunaire d'Arnold Schönberg, la declamació del Renard d'Ígor Stravinski, i la melopea, cantilena expressiva del Pelléas de Debussy. D'aquesta manera, Pelléas, la primera en el temps, aportà la solució més original a un problema que pesava en el teatre musical: quina era la manera de tractar la veu en el segle xx.
En Pelléas et Mélisande, Debussy assaja una mena d'òpera diferent de la que abans s'havia fet. A vegades s'ha qualificat d'antiòpera, perquè més que cant hi ha una declamació continua (per descomptat sense números tancats ni melodies enganxoses) i perquè l'estatisme de l'acció no té punts de connexió amb l'espectacle líric convencional. Els papers estan escrits en la seua tessitura central; no hi ha mai estridències ni explosions de virtuosisme. Els personatges no deixen gairebé entreveure els seus desitjos i aspiracions, sinó que actuen i senten sense motiu aparent. Mélisande és el personatge més ambigu i complex, noia indefensa i femme fatale alhora, amb pors que no semblen tenir un origen clar.

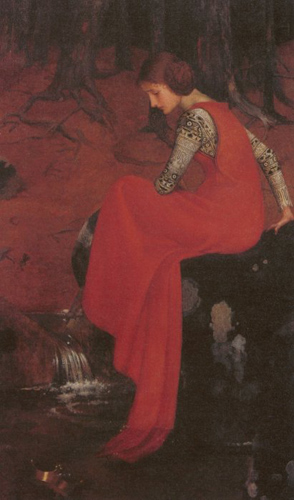
Mélisande, pintura al tremp sobre llenç, de Marianne Stokes. Wallraf-Richartz-Museum de Colònia

## Antecedents
Debussy va estar preocupat durant tota la seua carrera pel teatre musical. Preocupació alimentada pels seus insadollables interessos literaris. Anteriorment a Pelléas ja havia intentat (1887-1889) posar música al drama Axël, de Villiers de l'Isle Adam amb un llibret elaborat per ell mateix. També, l'any 1891, Debussy havia sol·licitat, infructuosament, el permís per a emprar La Princesse Maleine, una altra de les obres teatrals de Maeterlinck, com a llibret d'òpera. Tot i que Pelléas és la seua única òpera completa, posteriorment (1908-1917) va deixar inacabat, en forma de diversos esborranys, el projecte d'una òpera sobre el relat d'Edgar Allan Poe La caiguda de la Casa Usher.
El 17 de maig de 1893, el Théâtre des Bouffes-Parisiens va presentar el drama Pelléas et Mélisande, del dramaturg belga Maurice Maeterlinck. Tot i que l'estrena parisenca de Pelléas no va tenir èxit, Debussy va trobar en ell el llibret adequat i Maeterlinck va aprovar que l'utilitzés en una carta del 8 d'agost d'aquell any, data en què el músic ja havia esbossat alguns fragments de la futura òpera; el primer d'ells va ser l'escena de la confessió. La composició de l'òpera va avançar entre 1897 i 1900, anys en què a més va presentar alguns fragments en audicions privades.

## Estrena

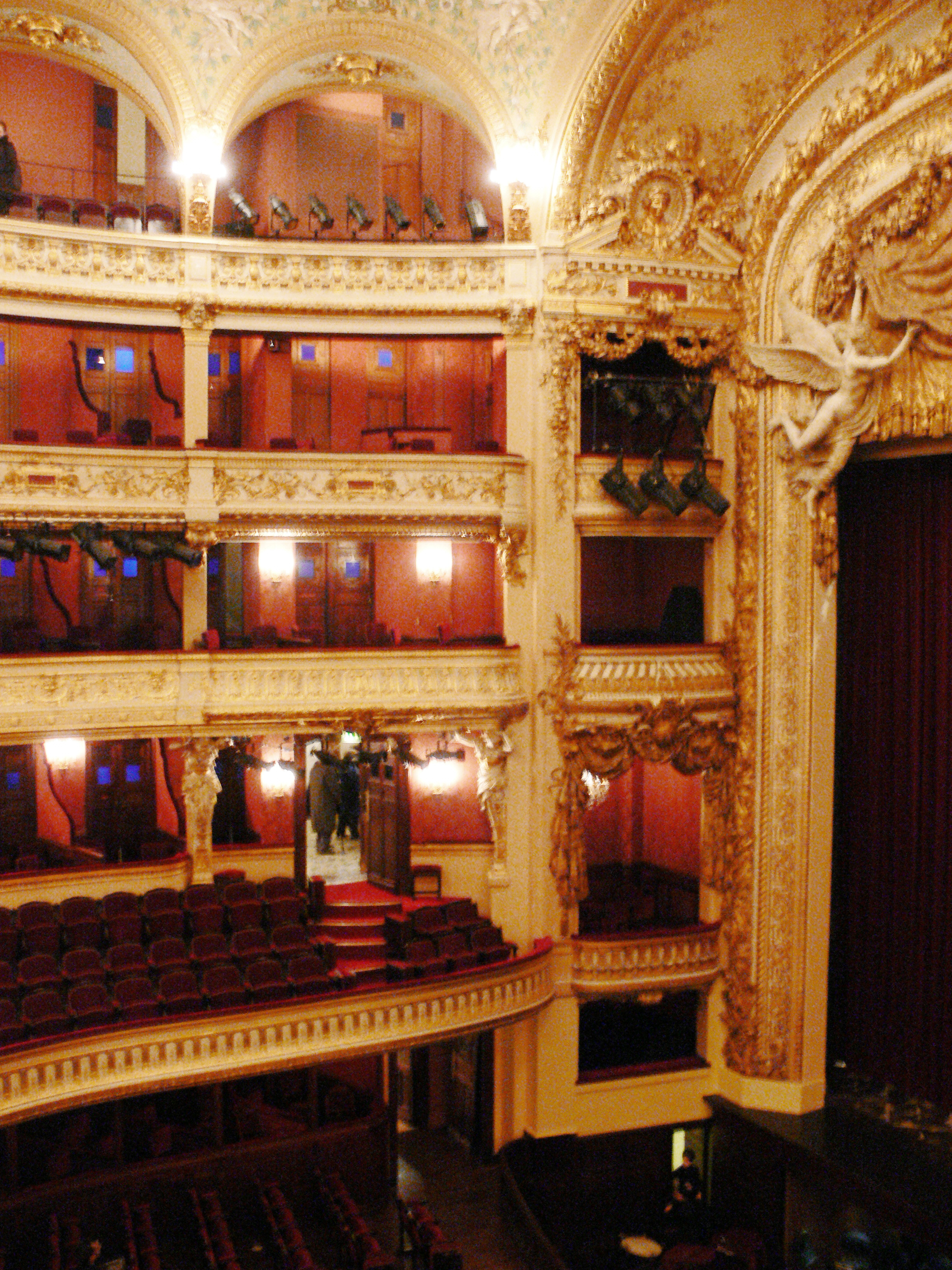
Prosceni de la Sala Favart. Aquesta sala és seu de l'Opéra-Comique de París des del 7 de desembre de 1898 i va ser el teatre on es va estrenar Pelléas et Mélisande el 30 d'abril de 1902.

El 1898, Albert Carré, director de l'Opéra-Comique, havia acceptat la representació de l'obra, però fins al 5 de maig de 1901 no es va comprometre formalment a incloure-la entre les representacions de la temporada següent. Ja en els assaigs, l'orquestra va declarar la partitura «impossible d'interpretar, indignant i condemnada al fracàs» Tant l'assaig general (28 d'abril de 1902) com l'estrena definitiva (30 d'abril) van ser tumultuosos, animats per les discrepàncies entre l'autor i el compositor. S'ha comparat l'estrena de Pelléas, pel seu caràcter tumultuós i la seua importància històrica, a l'anterior estrena a París de Lohengrin, de Wagner (1887) i a la posterior de La consagració de la primavera (1913) d'Ígor Stravinski. Durant l'estrena l'enrenou va ser tal que la policia es va veure obligada a intervenir. A la rèplica de Mélisande, «No sóc feliç» («Je ne suis pas heureuse»), el públic va udolar, «nosaltres tampoc» («Nous non plus»). Debussy, atrinxerat al despatx del director, no volia veure ningú. El director d'orquestra, André Messager, es va desfer en llàgrimes fins al final de la representació.

## Crítica
L'obra va suscitar l'oposició furibunda d'una part de la crítica i d'alguns compositors acadèmics —com Camille Saint-Saëns, Vincent d'Indy, Théodore Dubois— i l'admiració d'un grup d'artistes amics que havien esperat durant nou anys amb impaciència i simpatia l'estrena d'una obra de la qual ja havien escoltat diversos fragments en interpretacions de saló. De fet, l'escàndol del Pelléas va enfrontar concepcions diferents del paper i estètica de l'òpera, del teatre i de la música en general. Catulle Mendès a Le Journal va lamentar la «sistemàtica exageració de la monotonia» en les parts vocals, tot i que entre la crítica especialitzada hi va haver opinions totalment enfrontades; des dels que la van considerar una obra mestra fins als que la van trobar detestable. Entre els més aferrissats defensors s'hi va trobar Paul Dukas.
El resultat equilibrat de les primeres crítiques, en cap cas tèbies o indiferents, amb una part dels crítics valedors d'opinions altament favorables i altres defensant opinions devastadores, va alimentar la polèmica, que va estar a la primera línia del món musical francès tota la primera dècada del segle xx. Una de les majors divergències entre els crítics va ser la de la relació entre l'obra de teatre de Maeterlinck i l'òpera de Debussy. Alguns van defensar les modificacions introduïdes del llibret, mentre que altres lamentaven l'elecció del text de Maeterlinck, massa «fosc, ingenu i complicat» com poc apropiat per a una òpera. Respecte a la relació música-text també va causar polèmica la innovadora unió de música i paraula, en què alguns van creure que Debussy havia anat massa lluny. Avui dia aquesta perfecta simbiosi de la melodia debussyana amb la prosòdia del francès es considera un dels valors innegables de l'òpera.
Les discussions estètiques van derivar cap a altres aspectes, destacant la instrumentació política, en el vessant «nacionalista francès» que es va fer de Pelléas posant-lo com a exemple del vigor de la música francesa davant una suposada supremacia alemanya — principalment per la influència wagneriana. Així, per exemple, Dukas i Charles Koechlin van manifestar el seu desig que l'òpera de Debussy «empenyés els imitadors oficials de Wagner a la tomba».
Abans de l'estrena a Londres el 1909, el crític Edwin Evans va preguntar a Debussy si estava d'acord amb l'acusació tan estesa que Pelléas no tenia melodies, el que impedia que molts la tinguessin per una autèntica òpera. I en la seva resposta va esbossar el més semblant a un manifest estètic: «Cal comprendre clarament que la melodia -o la cançó- és una cosa i que l'expressió lírica és una altra. És totalment il·lògic pensar que puguem aconseguir que una línia melòdica fixa contingui els innombrables matisos pels quals passa un personatge. Es tracta no només d'un error de gust, sinó d'un error de quantitat».

## El tema
La primera impressió de l'espectador de Pelléas és que no passa res: els personatges no comuniquen el que saben, no es coneixen realment els uns als altres i ni tan sols saben de si mateixos, les seues actituds semblen no tenir un origen clar, davant els estímuls semblen desmotivats, etc. L'obra transcorre en un «celestial tedi»; desplegant una inquietant atmosfera on els personatges vagaregen silenciosos, absents, passius, catatònics. Tot i que al capdavall, com en una òpera convencional, hi ha les passions de sempre, l'amor o la gelosia, i es desencadenen reaccions com la violència i l'assassinat, sorprenentment la sensació és que «no passa res». Aquesta sensació, evidentment, augmenta pel tractament musical de Debussy, un recitat o melodia continua, que no subratlla cap esdeveniment i que contribueix a transmetre un cert «somnambulisme» en l'acció.
Per a L. Goehr, el tema de Pelléas és la bellesa, l'estranya bellesa de Mélisande que troba desprevinguts i desarmats a Golaud i Pelléas. Només Arkel n'és conscient, i sap que la bellesa de Mélisande representa un perill quan s'adona que Mélisande presenta «l'aparença estranya, desconcertant, de qui està contínuament esperant el desastre, sota el sol radiant, en un bell jardí…». «No puc explicar-ho» li diu «però em vaig espantar en veure-us així, perquè sou massa jove i bella per a viure gairebé cada dia sota l'ombra de la mort».
El capteniment de Mélisande és estrany i complex. Té pors infantils de les quals no sabem l'origen, es mostra trista, però tempta la sort demanant-li a un Pelléas, sempre intentant el comiat, que no la deixi sola. Segons Goerh, assumeix el doble paper de «femme fatale» i víctima.
L'amor entre Pelléas i Mélisande, resta finalment com una quimera no experimentada plenament. Quan Mélisande pregunta a Pelléas què ha de dir a Golaud sobre l'anell perdut, aquest respon: «la verité». Però Mélisenda dirà una mentida. En el llit de mort, Golaud li demana amb urgència «la verité, la verité». Golaud és potser l'únic personatge amb el qual el públic pot identificar-se, perquè expressa clarament un sentiment humà, la gelosia, el que l'allunya del món de la innocència (potser una innocència culpable?) de Mélisande i Pélleas.

## La música

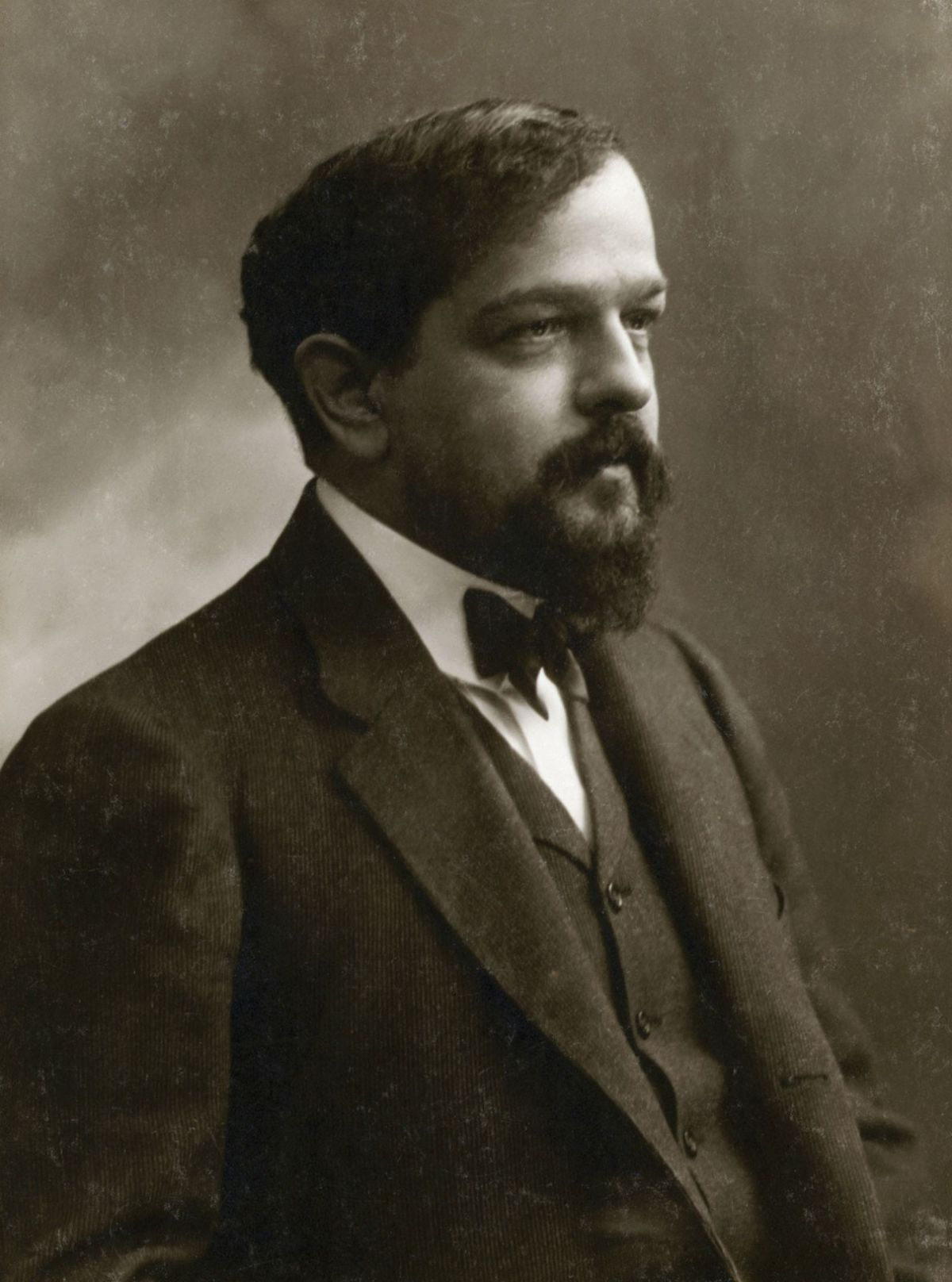
Claude Debussy. Amb Pélleas et Mélisande, obre una nova via per a l'òpera, amb un recitatiu o melodia continua que aconsegueix un equilibri perfecte entre la poesia i la música

No pot negar-se que les formes tradicionals de teatre líric havien començat a entrar en crisi. La tornada al passat cercava llurs arrels en Jean-Philippe Rameau, Claudio Monteverdi i Jean-Baptiste Lully, els quals no havien emprat mai el formalisme a la italiana que dominava l'estètica musical europea durant els segles xvii i xviii, sinó que, per contra, havien practicat en la tragédie-lyrique, la declamació com a arma expressiva.
Debussy havia publicat una carta oberta al cavaliere Gluck tirant-li en cara la manca de lirisme, i posant com a model oposat Rameau. En aquesta carta s'enuncien ja els principis estètics de Pelléas et Mélisande. Debussy, això no obstant, anà molt més enllà dels esquemes musicals del teatre líric, valent-se de Maeterlinck. En el fons es tractava d'un text de dubtosa vàlua, estretament vinculat a un tema literari, però, igual que tots els textos destinats a la música, contenia els elements necessaris per a la dramatúrgia del compositor.
La principal reputació musical de Pelléas et Mélisande rau en el recitatiu «natural» completament adaptat a la naturalesa de la llengua com a instrument de comunicació, i més específicament a les característiques de la prosòdia francesa. Debussy hi utilitza frases melòdiques les més aproximades possible als trets de l'entonació del sistema prosòdic francès. A més, el recitatiu únic, soluciona d'una manera mai escoltada l'etern problema operístic de la preponderància de la música o de la poesia. El mateix Debussy hi va dir al respecte:
| « | Vaig intentar també obeir a una llei de la bellesa que sovint sembla no tenir-se en compte quan es tracta de música dramàtica; els personatges d'aquest drama procuren cantar com a persones normals i no amb un llenguatge arbitrari fet de tradicions caduques. D'ací sorgeix el reprotxe que se'm va fer per una declamació monòtona, on mai no hi apareix res de melòdic… | » |

Tot i l'aversió de Debussy a l'estètica wagneriana, als seus herois mitològics i a l'ús de la «leit-motiverie» que farceixen Der Ring, no hi ha dubte que els «símbols» musicals de Pelléas no haurien pogut existir sense el precedent de Tristany i Isolda. Christiane Spieth-Weissenbacher hi identifica tres tipus de figures en el discurs musical:
- Prosòdies: transcripcions realistes del llenguatge parlat espontani

- Madrigalismes: descripcions més o menys realistes de "situacions externes"

- Símbols: elements musicals lligats a conceptes abstractes mitjançant relacions només analògiques i sovint ocultes

Pelléas s'ha considerat sovint com una obra de reacció enfront dels dos corrents operístics dominants en l'època de Debussy: el wagnerisme i el verisme. Respecte del segon, s'ha oposat el recitatiu de Debussy enfront de la melodia verista. El mateix compositor va declarar que no hi havia res menys natural que l'emoció a través de la melodia:
| « | …He volgut que l'acció no es detinguera mai, que fora continua, ininterrompuda. He volgut prescindir de les frases musicals paràsites. En escoltar una obra, l'espectador està acostumat a experimentar dues classes d'emocions diferents: l'emoció musical per una banda i l'emoció del personatge, per altra; sovint les sent d'un mode no simultani. Jo he tractat que aquestes dues emocions estiguen plegades i siguen simultànies. | » |

Tanmateix, hi ha qui com De Paoli, enfront de la denominació de «recitatiu continu», s'estima més parlar d'una melodia continua. Reacció o no, el cert és que Pelléas és una obra aïllada en la història de l'òpera, una «flor solitària» en paraules de De Paoli, sorgida de la recerca de noves solucions per part d'un compositor ja de per si original i únic. Una obra, per altra banda, que no ha conegut seqüeles ni en l'obra dels seguidors de Debussy ni tan sols en l'obra posterior del mestre francès. Només la tendència d'encasellar les obres d'art en moviments o estètiques definides ha pogut portar a la necessitat de situar Pelléas et Mélisande —en no quadrar en cap estil identificable— com a contrapès d'altres corrents ja establerts i afermats.
Els crítics més sensibles a la nova estètica de Debussy ja van destacar immediatament després de l'estrena el valors de l'orquestració, el desenvolupament dels «leitmotiven» amb solucions absolutament originals i la perfecció de l'harmonia musical. Els interludis simfònics entre els actes, són vertaderes obres mestres del simfonisme i de la descripció psicològica, tot penetrant en l'estat d'ànim dels personatges.
Kurt Pahlen ha dit respecte de Pélleas»:
| « | Ací la paraula i la música es compenetren fins a allò més pregon. La música nostàlgica i melancòlica de Debussy, les seues harmonies somniadores, lluny de la vida quotidiana, el seu so màgic, que sembla venir d'un món diferent, van ser el complement ideal d'un poema en el qual les paraules només diuen la meitat d'allò que contenen. | » |

## El llibret

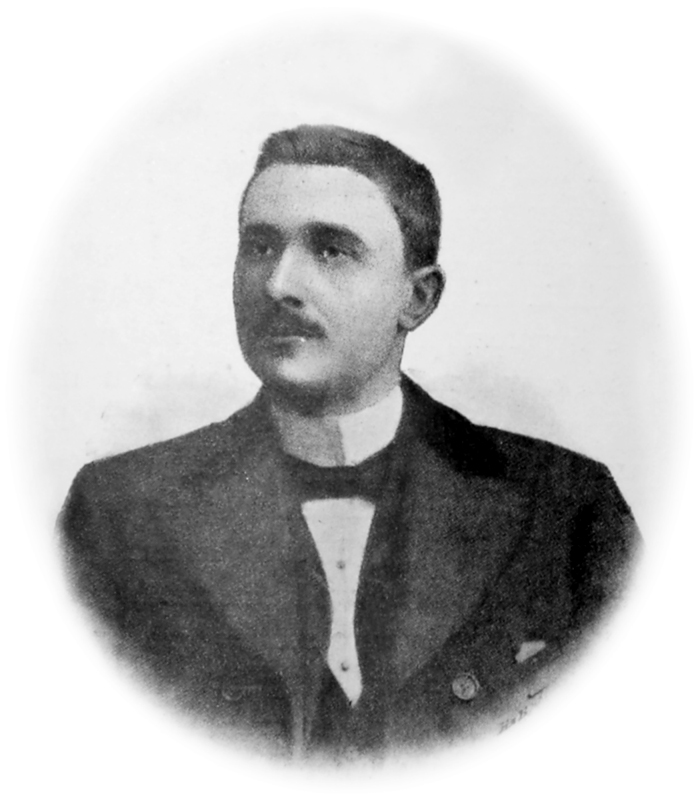
Maurice Maeterlinck, autor del drama Pelléas et Mélisande, escriptor belga en llengua francesa. Va ser guanyador del Premi Nobel de Literatura l'any 1911.

Sembla que la intenció original de Debussy va ser la de ser absolutament fidel al text de la primera edició de l'obra de Maeterlinck. De fet, tot i que Debussy va assistir a la primera representació de l'obra teatral (17 de maig de 1893), el seu llibret va ignorar les modificacions que el mateix Maeterlinck hi havia introduït amb l'ocasió. La possibilitat de fer talls en l'obra sembla haver sorgit en la primera reunió que Debussy i Maeterlinck van mantenir, el novembre de 1893. L'escriptor se sentia afalagat amb l'atenció que havia despertat en el destacat compositor, i a més, tenia la intenció declarada que Debussy acceptara la seua amant, una cantant no gaire coneguda, com a protagonista de la nova òpera. Potser per això, Maeterlinck va donar completa llibertat a Debussy perquè fes els talls i canvis que considerara adients, i fins i tot sembla que li va aconsellar la supressió de 4 escenes completes, perquè d'aquestes no n'ha quedat cap esbós musical.
Així, la decisió d'elidir aquestes escenes sembla haver-se pres abans d'encetar la tasca de composició. Progressivament, però, a mesura que anaven passant els nou anys que va durar la composició, Debussy va anar fent nous talls i alteracions. En els esbossos de la partitura pot seguir-se el canvi del text, des d'un respecte complet a la literalitat de l'obra de Maeterlinck, fins a canvis que, en alguna de les escenes van suposar la pèrdua de dos terços del text original —tot i que també en van quedar escenes absolutament fidels.
Les alteracions van anar dirigides a evitar repeticions, llargues descripcions que podien ser millor evocades musicalment i a alguns —molt pocs— afegits, necessaris des del punt de vista de la línia musical cantada. També es va alleugerir el text de referències fatalistes o simbolistes.
Alhora que Debussy feia els seus canvis, Maeterlinck no va deixar de refer i millorar la seua obra. No totes les millores de l'autor es van tenir en compte, basant el llibret principalment en la primera versió editada.
Tot i el permís absolut donat a Debussy per a alterar el text, potser dolgut per la negativa de Debussy d'atorgar el rol protagonista a la seua amant —en benefici de l'excel·lent Mary Garden— Matterlink va expressar el seu disgust amb el resultat final de l'adaptació en una carta oberta al compositor publicada el 13 d'abril de 1902 en el diari Le Figaro
| « | Han estat imposats talls absurdes i arbitraris que han fet incomprensible l'obra; s'ha emprat [material] tal com el vaig proporcionar per a la primera edició, que jo tenia intenció d'eliminar o millorar, i que demostra fins a quin punt el text adoptat per l'Opéra-Comique difereix de l'autèntic [millorat per l'autor] | » |

## Sinopsi
Assistim a una història d'amor força evanescent, en la que hi manca tot relleu retòric (en el sentit teatral i literari del terme): la tragèdia, en algun aspecte semblant a la de Tristany i Isolda, es resol a través d'al·lusions, de sobreentesos, de silencis, a diferència del que succeeix en la grandiloqüent òpera wagneriana. És molt probable que la semblança amb la trama servís més encara per a diferenciar el tipus de realització de Wagner del de Debussy, alhora que assenyalava la semblança entre ambdós tipus de tractament dramàtic. Els cinc actes estan calcats de la forma de tragèdia clàssica de Corneille, Jean Racine i Shakespeare, a la qual es va adaptar fidelment Lully en les seues òperes-ballet-espectacle de tan enorme brillantor, reflex de la sumptuosa cort del Rei Sol. Cada acte és en si, una unitat, i si conté diversos episodis, aquests estan referits a la mateixa situació i estan units per intermedis dintre de l'acte.
Temps: L'edat mitjana.
Lloc: L'imaginari Regne d'Allemonde.

### Acte 1
Escena 1 Un bosc. Golaud, net d'Arkel, rei d'Allemonde, s'ha perdut al bosc mentre caçava porcs senglars. Al costat d'un rierol es troba amb una bella jove que es nega a dir-li cap cosa més que el seu nom, Mélisande. Golaud veu que sota l'aigua hi ha una corona, però la jove amenaça d'ofegar-se si intenta recuperar-la. Comença a fer-se fosc, i Goulaud la porta amb ell.
Escena 2 Una sala del castell. Geneviève, mare de Golaud, llegeix a Arkel una carta del seu fill, en què anuncia que s'ha casat amb Mélisande i demana permís per a tornar al castell amb ella. Si veu un llum encès en el castell, significarà que el permís li ha estat concedit. Arkel hi accepta, malgrat que el seu desig era que Golaud es casés amb la princesa Ursule. Apareix Pelléas, germanastre de Golaud, i li demana al seu avi que el deixi anar a veure un amic que està a punt de morir. Arkel li recorda que son pare també està malalt i que no hauria d'anar-se'n del castell. Després li indica a Geneviéve que faci encendre el llum.
Escena 3 Davant el castell. Geneviève i Mélisande passegen pels jardins del castell, al costat de la mar. Mélisande confessa que l'afecta la falta de llum del castell i del bosc, i Geneviève li assegura que s'acostumarà. Apareix Pelléas i els tres baixen a contemplar la mar, on veuen salpar del port al vaixell en què van arribar Golaud i Mélisande. Geneviève es retira, i Pelléas ajuda a Mélisande a pujar al castell, anunciant-li després que aviat se n'anirà del castell. Ella deixa entreveure que no vol que se'n vagi.

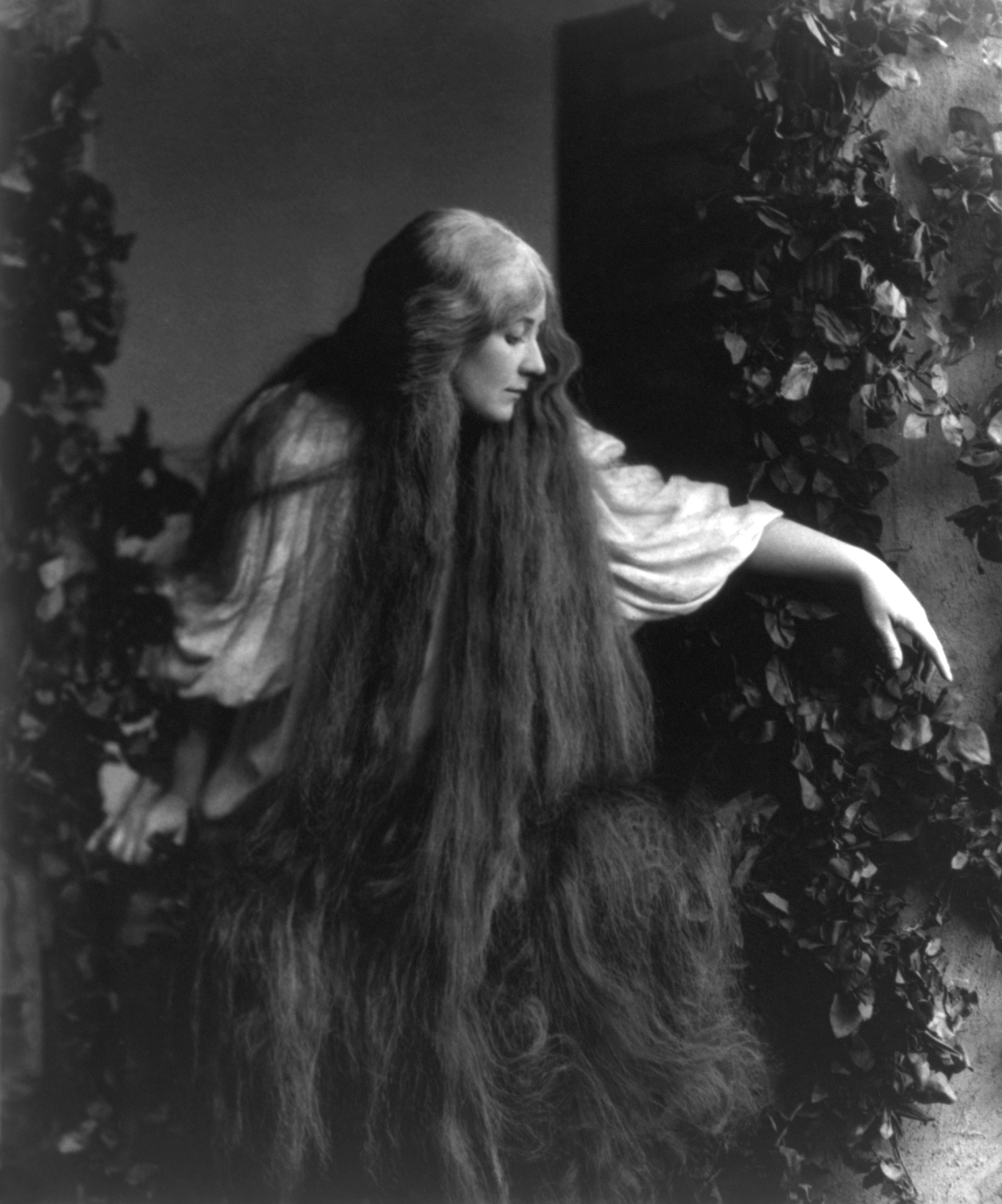
Mary Garden com Mélisande, el 4 d'abril de 1908. Escena 1 del tercer acte: Mélisande està pentinant el seu llarg cabell a la finestra de la torre mentre canta

### Acte 2
Escena 1. Una font en el parc. Pelléas i Mélisande passegen pel parc i arriben a la font dels cecs. Mélisande se sent encantada amb la font i intenta ficar les seues mans a l'aigua, però només mulla la seua llarga cabellera. Comença a jugar amb el seu anell de noces i quan sonen les campanades de les dotze del migdia li cau a l'aigua per un descuit. Mélisande no sap què li dirà a Golaud i Pelléas li contesta "La veritat".
Escena 2. Una habitació del castell. Quan arriba Mélisande al castell, troba a Golaud estès en el llit: ha caigut del cavall just en sonar les campanades de les dotze, mentre caçava. Mélisande es mostra preocupada i li diu a Golaud que no és feliç al castell. De sobte, Golaud veu que no porta l'anell i Mélisande tem confessar-li la veritat i li diu que el va perdre en una cova prop de la mar. Golaud li diu que hi torne a cercar-lo acompanyada de Pelléas.
Escena 3. Davant d'una cova. Mélisande sap que l'anell no està a la cova, però Pelléas li diu que ha d'entrar-hi per a poder descriure el seu interior si Golaud la interroga. De sobte la lluna aguaita darrere d'un núvol il·luminant la gruta, i veuen que hi ha tres vagabunds dormint. Comença a pujar la marea i ambdós es retiren angoixats.

### Acte 3
Escena 1. Una torre del castell. Mélisande està pentinant el seu llarg cabell a la finestra de la torre mentre canta. Apareix Pelléas i li demana que s'aboque a la finestra: vol acomiadar-se perquè se'n va l'endemà al matí. En treure el cap, la seua llarga cabellera comença a lliscar arribant fins a Pelléas que la nuga a un arbre pròxim, per a retenir-la. Apareix Golaud i veient el que està succeint entre la seua esposa i el seu germanastre qualifica els fets de "joc d'infants" tractant d'emmudir la seua gelosia.
Escena 2. Els soterranis del castell. Golaud ha portat a Pelléas als soterranis del castell. Al mig de la foscor i l'olor de mort, la llanterna il·lumina un petit espai, i Golaud obliga a Pelléas a mirar al precipici, sostenint-lo de la mà per a evitar que caiga.

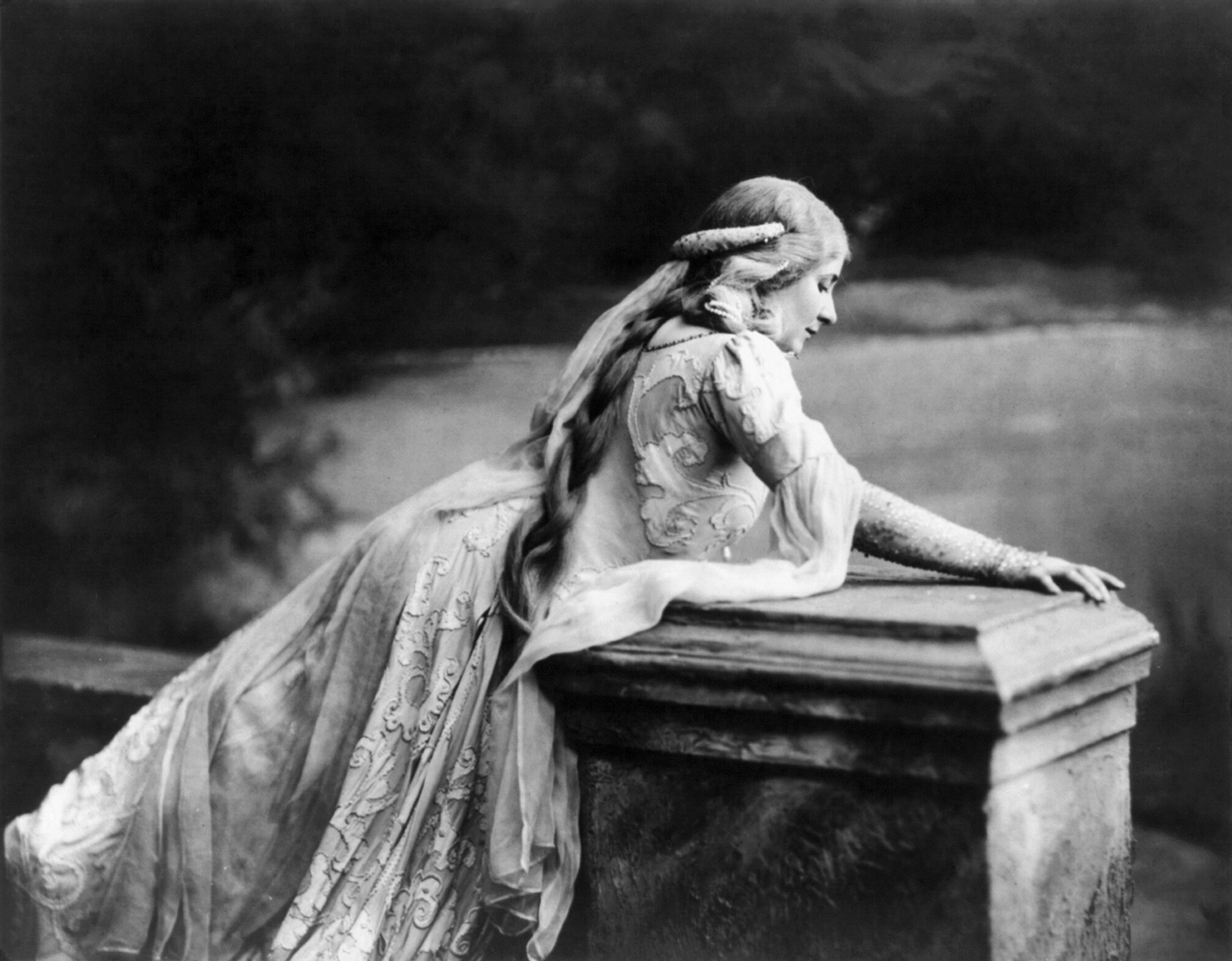
Una altra imatge de Mary Garden com a Mélisande, 4 d'abril de 1908.

Escena 3. Una terrassa a l'eixida dels soterranis. Pelléas se sent alleujat en eixir d'un lloc tan tenebrós i gaudeix de l'aire fresc de la mar i la llum. Intenta no adonar-se dels desitjos de Golaud, i aquest ha d'expressar-los clarament: ha d'allunyar-se de Mélisande que està a punt de ser mare i necessita tranquil·litat.
Escena 4. Davant el castell. Golaud i el seu fill Yniold estan sota de la finestra de Mélisande. Golaud vol que el seu fill li conte el que sap de la relació del seu germanastre amb la seua muller. El xiquet li conta el que sap des d'un punt de vista infantil, i el pare l'aixeca perquè mire per la finestra. Yniold diu que ambdós estan a l'habitació i que miren la llum.

### Acte 4
Escena 1. Un corredor del castell. Pelléas cita a Mélisande a la font dels cecs aqueixa mateixa nit, perquè se'n va i vol acomiadar-se. Quan s'allunya del corredor, apareix Arkel i comença a conversar amb Mélisande. Apareix Golaud i en un atac de gelosia pren a Melisande del cabell i la maltracta davant del seu avi.
Escena 2. Una font en el parc. Mentre Yniold cerca una pilota apareix un ramat de corders. Li pregunta al pastor perquè no belen i aquest li respon que és perquè no tornen a la cleda. Entra Pelléas i es troba amb Mélisande, i ambdós declaren el seu amor i es besen, però apareix Golaud i amb la seua espasa mata a Pelléas i fereix a Mélisande.

### Acte 5
Escena única. Una habitació del castell. Mélisande jau en el seu llit de mort, junt amb el bressol de la seua filla acabada de nàixer. Golaud, Arkel i el metge l'observen, i quan desperta Golaud els demana que els deixen sols. Golaud li pregunta per la seua relació amb Pélleas, però ella li assegura que no són culpables de res. Tornen Arkel i el metge i entren els servents. Mélisande ha mort i Arkel ordena treure la xiqueta de l'habitació.

## Intèrprets destacats
El fet que Debussy escriguera els papers en una tessitura central ha fet que siguen molts els cantants, independentment de llur tessitura vocal, que han cantat Pelléas et Mélisande. Entre les més cèlebres Mélisandes, a banda de la Mary Garden de l'estrena, cal esmentar les sopranos i mezzosopranos Colette Allioz-Lugaz, Victòria dels Àngels, Suzanne Danco, Helen Donath, Maria Ewing, Janine Michau, Anne Sofie von Otter, Bidu Sayão, Elisabeth Schwarzkopf, Elisabeth Söderström, Frederica von Stade i Rachel Yakar. El paper de Pelléas ha estat defensat tant per tenors com per barítons: Nicolai Gedda, Wolfgang Holzmair, Jacques Jansen, François Le Roux, Martial Singher, Richard Stilwell, Eric Tappy… Entre els Golaud més famosos es troben Dietrich Fischer-Dieskau, Gabriel Bacquier, José van Dam o Gilles Cachemaille. Finalment, Alexander Kipnis, Ruggero Raimondi o Nikolai Ghiaurov han estat uns aplaudits Arkel.

## Discografia i filmografia
La discografia completa de Pelléas et Mélisande disponible en CD és la següent:
| director                  | any  | Viu o estudi                      | Pelléas           | Mélisande             | Golaud                   | Arkel                 | Yniold                   | Geneviève          |
| ------------------------- | ---- | --------------------------------- | ----------------- | --------------------- | ------------------------ | --------------------- | ------------------------ | ------------------ |
| Roger Désormière          | 1941 | Estudi                            | Jacques Jansen    | Irenè Joachim         | Henry Etchéverry         | Paul Cabanel          | Leila Ben Sedira         | Germaine Cernay    |
| Emil Cooper               | 1945 | En viu al Metropolitan Opera      | Martial Singher   | Bidu Sayão            | Lawrence Tibbett         | Alexander Kipnis      | Lillian Raimondi         | Margaret Harshaw   |
| Ernest Ansermet           | 1952 | Estudi                            | Pierre Mollet     | Suzanne Danco         | Heinz Rehfuß             | André Vessières       | Flore Wend               | Hélène Bouvier     |
| Ernest Ansermet           | 1953 | Estudi                            | Jean Fournet      | Janine Micheau        | Michel Roux              | Xavier Depraz         | Annick Simon             | Rita Gorr          |
| Herbert von Karajan       | 1954 | En viu a la RAI de Roma           | Ernst Haefliger   | Elisabeth Schwarzkopf | Michel Roux              | Mario Petri           | Graziella Sciutti        | Christiane Gayraud |
| André Cluytens            | 1956 | Estudi                            | Jacques Jansen    | Victòria dels Àngels  | Gérard Souzay            | Pierre Froumenty      | Françoise Ogéas          | Jeannine Collard   |
| Désiré-Emile Inghelbrecht | 1962 | Estudi                            | Jacques Jansen    | Micheline Grancher    | Michel Roux              | André Vessières       | Françoise Ogéas          | Solange Michel     |
| Jean Fournet              | 1962 | Estudi                            | Pierre Mollet     | Julien Haas           | Julien Haas              | Joseph Rouleau        | Ulga Chelavine           | Solange Michel     |
| Ernest Ansermet           | 1964 | Estudi                            | Camille Maurane   | Erna Spoorenberg      | George London            | Guus Hoekman          | Rosine Brédy             | Josephine Veasey   |
| Lorin Maazel              | 1969 | En viu a la RAI de Roma           | Henri Gui         | Jeannette Pilou       | Gabriel Bacquier         | Nicola Zaccari        | Adriana Martino          | Anna Reynolds      |
| Jean-Marie Auberson       | 1969 | En viu al Grand Théâtre de Genève | Eric Tappy        | Erna Spoorenberg      | Gérard Souzay            | Victor de Narké       | Anne-Marie Blanzat       | Arlette Chédel     |
| Rafael Kubelik            | 1969 | En viu a la Ràdio de Baviera      | Nicolai Gedda     | Helen Donath          | Dietrich Fischer-Dieskau | Peter Meven           | Walter Gampert           | Marga Schiml       |
| Pierre Boulez             | 1970 | Estudi                            | George Shirley    | Elisabeth Söderström  | Donald McIntyre          | David Ward            | Anthony Britten          | Yvonne Minton      |
| Herbert von Karajan       | 1978 | Estudi                            | Richard Stilwell  | Frederica von Stade   | José van Dam             | Ruggero Raimondi      | Christine Barbaux        | Nadine Denize      |
| Serge Baudo               | 1978 | Estudi                            | Claude Dormoy     | Michèle Command       | Gabriel Bacquier         | Roger Soyer           | Monique Pouradier-Duteil | Jocelyne Taillon   |
| Armin Jordan              | 1979 | Estudi                            | Eric Tappy        | Rachel Yakar          | Philippe Huttenlocher    | François Loup         | Colette Alliot-Lugaz     | Jocelyne Taillon   |
| Claudio Abbado            | 1986 | el viu a La Scala, Milà           | Kurt Ollmann      | Frederica von Stade   | John Bröcheler           | Nicolai Ghiaurov      | Patrizia Pace            | Glenys Linos       |
| Charles Dutoit            | 1990 | Estudi                            | Didier Henry      | Colette Alliot-Lugat  | Gilles Cachemaille       | Pierre Thau           | Françoise Golfier        | Claudine Carlson   |
| Claudio Abbado            | 1990 | Estudi                            | François Le Roux  | Maria Ewing           | José van Dam             | Jean-Philippe Courtis | Patricia Pace            | Christa Ludwig     |
| Jean-Claude Casadesus     | 1996 | En viu                            | Gérard Théruel    | Mireille Delunsch     | Armand Arapian           | Gabriel Bacquier      | Françoise Golfier        | Hélène Jossoud     |
| Bernard Haitink           | 2000 | En viu                            | Wolfgang Holzmair | Anne Sofie von Otter  | Laurent Naouri           | Alain Vernhes         | Florence Couderc         | Hanna Schaer       |

Aquests DVD de Pelléas et Mélisande es troben disponibles comercialment:
| director musical    | director d'escena  | any  | Pelléas          | Mélisande            | Golaud         | Arkel         | Yniold            | Geneviève         |
| ------------------- | ------------------ | ---- | ---------------- | -------------------- | -------------- | ------------- | ----------------- | ----------------- |
| John Eliot Gardiner | Jean-François Jung | 1987 | François Le Roux | Colette Alliot-Lugaz | José van Dam   | Roger Soyer   | Françoise Golfier | Jocelyne Taillon  |
| Pierre Boulez       | Peter Stein        | 1992 | Neill Archer     | Alison Hagley        | Donald Maxwell | Kenneth Cox   | Samuel Burkey     | Penelope Walker   |
| Andrew Davis        | Graham Vick        | 1998 | Richard Croft    | Christiane Oelze     | John Tomlinson | Gwynne Howell | Jake Arditti      | Jean Rigby        |
| Franz Welser-Möst   | Sven-Eric Bechtof  | 2004 | Rodney Gilfry    | Isabel Rey           | Michael Volle  | László Polgár | Eva Liebanu       | Cornelia Kallisch |